# 13-й Конгресс США
Трина́дцатый Конгре́сс США — заседание Конгресса США, действовавшее в Вашингтоне с 4 марта 1813 года по 4 марта 1815 года в период пятого и шестого года президентства Джеймса Мэдисона. Обе палаты, состоящие из Сената и Палаты представителей, имели демократическо-республиканское большинство. Распределение мест в Палате представителей было основано на третьей переписи населения Соединённых Штатов в 1810 году.

## Важные события
- 10 сентября 1813 года — Сражение на озере Эри
- 5 октября 1813 года — Сражение на Темсе
- 25 июля 1814 года — Сражение при Ландис-Лейне
- 24 августа 1814 года — Сожжение Вашингтона
- 7 ноября 1814 года — войска генерала Эндрю Джексона захватили Пенсаколу
- 23 ноября 1814 года — смерть вице-президента Элбриджа Герри
- 24 декабря 1814 года — подписание Гентского договора
- 8 января 1815 года — Битва за Новый Орлеан
- 18 февраля 1815 года — окончание Англо-американской войны

## Ключевые законы
- Закон о флотилии 1814 года (1814)

## Членство

### Сенат
| Начало | 33 | 3 | 27 | 6  |
| Конец  | 35 | 1 | 25 | 10 |

### Палата представителей
| Начало | 176 | 6 | 108 | 68 |
| Конец  | 182 | 0 | 115 | 67 |